# Zagyva Tibor
Zagyva Tibor (Verbász, 1963. március 5. –) 1992 óta Magyarországon, a szlovén-magyar-osztrák Hármashatár térségében élő vajdasági származású orvos, botanikai élőhely-térképező, civil természetvédő és emberjogi aktivista, aki az Őrségi Nemzeti Park létrehozására irányuló, 1996-2002 között tevékeny civil kezdeményezés fő szervezője volt. Második generációs orvosi családból származik. Édesapja, dr. Zagyva Sándor (1927-2004) kórházalapító infektológus főorvos Verbászon, aki 1957-ben alapította az ottani kórház új, a város "Szőlők" elnevezésű részén akkoriban a vezetésével kiépített infektológiai és belgyógyászati osztályát.
1987-ben végzett az Újvidéki Orvostudományi Egyetem Fogorvosi Karán, majd ugyanitt szájsebészi szakvizsgát tett 1990-ben. A jugoszláviai polgárháborús készülődés előestjén, 1990. nyarán az NSZK-ba emigrált, majd a Heidelbergi Egyetemi Kórház dolgozója volt 1992 márciusáig, amikor Magyarországra költözött.
Dr. Zagyva Tibor és segítői (Kiszely Károly civil természetvédő, Bodonczi László erdőmérnök, Tímár Gábor botanikus és U. Nagy Gábor Ybl Miklós-díjas építész) voltak azok a személyek, akik 1996. szeptembere és 1997. májusa között felvilágosító munkájuk által motiválták és győzték meg a helyi lakosságot a Vendvidéken az Őrségi Nemzeti Park létrehozásának szükségességéről, ezúton átlendítve a holtpontról az 1972- es év óta tervezett ŐNP megalapításának ügyét.
1996. szeptemberétől 1997. februárjáig dr. Zagyva Tibor és egyik segítője közel háromezer aláírást gyűjtött össze a Vendvidék falvaiban és Szentgotthárdon, melyek hitelesített fénymásolatait egy óriásdossziéban 1997. február 10- én elküldött az akkori környezetvédelmi miniszternek, Dr. Baja Ferencnek. Ezen, nem csak magyarországi viszonylatban is precedens kezdeményezés által indult el az ŐNP 1972-es javaslata óta újra a megalapításának hivatalos folyamata.
1997. tavaszán dr. Zagyva Tibor kezdeményezi és megszervezi az Apátistvánfalván, 1997. április 24-én megtartott vendvidéki polgármesterek összejövetelét, melyen az öt vendvidéki falu polgármesterén túlmenően jelen voltak az akkori nyugat-dunántúli természetvédelmi csúcsvezetők is (dr. Kárpáti László FHNP-igazgató és dr. Markovics Tibor őrségi TK igazgató). 
1997. augusztusában megszervezi a Vendvidéket és az Őrséget kutató egyetemi és főiskolai tanárok, a Savaria Múzeum kutatói és további, ŐNP létrehozását támogató akadémikusok őriszentpéteri találkozóját, amelyen aláírásukkal támogatták az Őrségi Nemzeti Park létrehozásáért küzdő civil mozgalmat. Ugyanezen év októberében megszervezte a Magyar Mikológiai Társaság vezetőségének és tagjainak budapesti összejövetelét, amelyen aláírásukkal támogatták a civil mozgalom Őrségi Nemzeti Park megalapítására irányuló erőfeszítéseit.
1998. pünkösdjén megszervezi az Őrséget és a Vendvidéket kutató botanikus szakemberek szombathelyi találkozóját, amelyen a kutatók aláírásukkal támogatták az ŐNP létrehozásának szükségességét.
2000. szeptember 19-én megszervezi az Őrségi Nemzeti Park létrehozásához kapcsolódó, Magyar Parlament Környezetvédelmi Bizottságának kihelyezett ülését Őriszentpéteren, amelyre meghívta dr. Illés Zoltán akkori Környezetvédelmi Bizottsági elnököt.
Dr. Illés Zoltán  2002. január 21-én kitüntetésben részesítette dr. Zagyva Tibort, mint az Őrségi Nemzeti Park civil kezdeményezőjét.
Győrffy Gábor, mint az akkori Nyugat-Dunántúli Regionális Fejlesztési Ügynökség  igazgatója,  2002. február 1-én kinevezi dr. Zagyva Tibort az ügynökség környezetvédelmi és fenntarthatósági referensévé. Feladatai közé tartozott a Vas Megyei környezetgazdasági programot érintő projekt-management, az Őrségi Nemzeti Park létrejöttét érintő fejlesztési javaslatok kidolgozása, valamint az épített, vonalas létesítmények nyomvonalainak szakmai véleményezése a leendő ŐNP területén, elsősorban a Kétvölgyet Felsőszölnökkel összekötő közút kivitelezését érintő környezetvédelmi hatástanulmány elkészítésének megszervezését.
Az ŐNP 2002. március 1-i létrejöttét követően dr. Zagyva Tibor 2002 áprilisától 2003 decembere között a szombathelyi Pro Natura Egyesület projektmanagere volt. Feladata volt a "Clusius Kutatóhely a Hármashatáron" elnevezésű civil természetvédelmi és gombatani kutatóhely megalapítása és működtetése Szentgotthárdon, a Szlovén Kulturális Központ helységeiben (Magyarország-Ausztria Phare CBC Program Kisprojekt Alap, HU0001503-40).  
2004. január 2-ától dr. Zagyva Tibor a "Clusius kutatóhely a Hármashatáron" nevű civil kutatóhelyet Szentgotthárdról az akkor még Körmenden, az Őrségi Nemzeti Park kezelésében álló, Batthyány-kastély emlékparkjában elhelyezkedő vadászlakjába költözteti át, ahol 2013-ig működött. 2016-ban Körmend városának önkormányzata átveszi az ŐNP-től a vadászkastélyt és támogatást nyer az épület felújításához, amelyben 2017-től  a  dr. Zagyva Tibor által alapított "Clusius kutatóhely" alapjain "Clusius-emlékkiállítás" jött létre a város önkormányzatának szervezésében.  
Dr. Zagyva Tibor 1998-2002 között Szombathely városának kisebbségi (roma) önkormányzati képviselője volt.
Magyarországi civil természetvédői és kisebbségvédelmi tevékenysége mellett 2003- óta dr. Zagyva Tibor a Szerb Köztársaságban tevékeny vajdasági emberjogi aktivista, az ottani, 2006-ban meghozott első, majd a 2011-ben meghozott második rehabilitációs törvény kapcsán a Titoista rendszer számos meghurcolt polgárának rehabilitációját kezdeményezte. Nevéhez fűződik az első, szerbiai bíróság által egy 1944. végi kivégzés kapcsán  2012. január 10-én a Zombori Városi Bíróságon megítélt precedens jelentőségű fájdalomdíj.
Magyarországi civil természetvédői tevékenységén túlmenően a szlovén-magyar-osztrák Hármashatár térségében civil műemlékvédelmi értékfeltáró munkássága kapcsán is elismerésben részesült a szlovéniai Dobronakon, 2016. szeptember 17-én megtartott Muravidéki Kollégium zárórendezvényén.
Zagyva Tibor 2009-től 2015-ig a Stájer Természetvédelmi Minisztérium hivatalos botanikai élőhely-térképezője az adott év vegetációs periódusában.
Dr. Zagyva Tibor több tucat gombatani és természetvédelmi cikk szerzője, illetve társszerzője.
1994 és 2002 között 34, Magyarország területére vonatkozóan új gombafaj felfedezője, a jelenleg 30 magyarországi védett, vöröskönyves nagygomba-faj közül háromnak  a felfedezője és leírója (tavaszi csigagomba, valamint két nedügombafaj), több gombászkönyv, gombakatalógus társszerzője.

## Főbb publikációi
- ZAGYVA, T., 1998, Az Őrség és a Vendvidék természeti értékei, Természet Világa, 129. évf. 2. sz. füzet, 1998. február, természetvédelem, pp. 82-84.
- ZAGYVA, T., 2002, Az Őrség és a Vendvidék gyepjeinek jelzőgombái, Természet Világa, 133. évf. 5. sz. füzet, 2002. május, mikológia, pp. 232-233.
- ZAGYVA, T., 2000, Mycoflora of the subalpine meadows at the Őrseg Landscape Conservation Area , Clusiana 39 (1-2): pp. 31-92, Budapest.
- ZAGYVA, T., 2001, Szubalpin gyepek mikológiai felmérése az Őrségi Tájvédelmi Körzetben, Savaria Museum, Praenorica, Folia Historico-Naturalia, (IV): pp.126-171.
- ZAGYVA, T., 2003, Die Magerwiesen im Nationalpark Őrség und ihre Grosspilzflora, Fritschiana 42, Veröffentlichungen aus dem Institut für Botanik der Karl-Franzens Universitaet Graz, Seiten: 74-77.
- ZAGYVA, T., 2003, Auswahlbibliographie zur naturkundlichen Literatur mit Bezug auf den Nationalpark Őrség und angrenzende Gebiete in Südwestungarn, Burgenlaendische Forschungen, Burgenlaendische Landesarchiv, Band 87, Eisenstadt, Seiten: 152-171.
- M. BABOS, K. HALÁSZ, T. ZAGYVA, Á. ZÖLD-BALOGH, D.SZEGŐ, Z. BRATEK, 2011, Preliminary notes on dual relevance of ITS sequences and pigments in Hygrocybe taxonomy, Persoonia 26, 2011: pp. 99-107.
- EVA KONKOLY-GYURÓ, PETER CORETH, ELMAR CSAPLOVICS, BENJAMIN GRILJ, PREMYSL JANY R., ZITA IZAKOVICOVA, JULIUS OROSZLÁNY, MARTIN POLLACK, THOMAS VRBKA, TIBOR ZAGYVA, July 2012, Lost Landscapes – Reflexion from Central European Border Regions, edited by Elmar Csaplovics, Murska Sobota: Regional Development Agency Mura, ISBN 978-96193442-1-7, PAGES: 173-201.öny

- Dr. Vasas Gizella/ Dr. Zagyva Tibor: Gombászok kézikönyve: A Vendvidék és az Őrség ehető, mérgező, s egyéb nagygombái, Magyarország-Szlovénia Phare CBC Program Kisprojekt Alap, HU011002-20, Löwi Nyomda, Szentgotthárd, 2004.
- Dr. Vasas Gizella/ Dr. Zagyva Tibor: Gombakatalógus: A Vendvidék és az Őrség jellegzetes és ritka nagygombái, Magyarország-Szlovénia Phare CBC Program Kisprojekt Alap, HU011002-20, Löwi Nyomda, Szentgotthárd, 2004.

Idegen hivatkozások:
1998- ban Boda László és Orbán Róbert által írt "Az Őrség és Vendvidék" című, természetbarátoknak és turistáknak szánt útikönyvében (BKL Kiadó, Szombathely, ISBN 963 85705 2 0) a 22.- ik és 23.- ik oldalon hivatkozás az Őrség és Vendvidék réti gombavilágának kutatásával kapcsolatban dr. Zagyva Tibor által felfedezett, Magyarország területére vetítve új gombafajokra vonatkozóan.
2001- ben a Magyar Mikológiai Közleményekben  Sántha Tibor, a Szent István Egyetem doktorandusza, cikkében (Az erdélyi nedűgombák és a ritka Hygrocybe subpapillata első adata a Kárpát-medencéből) hivatkozik dr. Zagyva Tiborra (Mikológiai Közlemények, Vol. 40. No. 1- 2. p.: 67-76, 2001). 
2001- ben a Dán Mikológiai Társaság "Svampe" című közlönyében David Boertmann, az európai Hygrocybe-gombanemzetség specialistája hivatkozik dr. Zagyva Tibor eredményeire a háromoldalas monográfiájában (Davis Boertmann, Svampe 43, 2001. pp.: 29-32.).
2002- ben a dr. Gyurácz Ferenc által szerkesztett Vasi Szemle "Krónika" c. fejezetében dr. Balogh Lajos muzeológus, botanikus méltatja dr. Zagyva Tibor az Őrségi Nemzeti Parkkal kapcsolatos mikológiai és civil természetvédelmi munkásságát a kiadvány 537.- ik oldalán (Vasi Szemle, 2002. LVI. évfolyam, 4. szám).  

## További források
- Ki-kicsoda a Nyugat-Dunántúlon (2003), felelős szerkesztő: Rikli Ferenc, Ász-Pres Kiadói Bt.- M-M Bt., Nagykanizsa, ISSN 1785-4288, pp: 285.
- Ki-kicsoda Szombathelyen (1998), felelős szerkesztő: Rikli Ferenc, B.Z. Lapkiadó Kft., Szombathely, ISSN 1419-547X, pp: 150-151.

Fontosabb újságcikkek, kiadványok, stb.:
- Vas Népe, Gombák, 1994.05.20, Kámán István: "Hivatás és szenvedély"
- Vas Népe, Fókusz, 1997.03.22, Forgács Bernadett-Burkon László: "Nemzeti parkosítás az Őrségben"
- Vas Népe, Vélemény, 1997.04.04, Dr. Zagyva Tibor-Dr. Vigh Károly-Dr. Gyurácz József: "A nemzeti park nem rezervátum"
- Vas Népe, Természetvédelem, 1999.03.09, Forgács Bernadett: "Több tucat ritka gombafaj a Vendvidéken"
- Vas Megyei Vasárnap, Körkép, 2000.12.24, Csala Péter: "Egy boldog ember a Vendvidékről"
- Vas Népe, Háttér, 2001.12.10, Gyöngyössy Péter: "Fogorvosból lett gombatudós"
- Vas Népe, Hétvége, 2002.04.27, Forgács Bernadett: "Eörséghnek földjén"
- Magyar Nemzet, Magazin, 2002.11.02, Ferch Magda: "A Vendvidék és az Őrség panasza" (1): "Védett emberek"
- Magyar Nemzet, Magazin, 2002.11.09, Ferch Magda: "A Vendvidék és az Őrség panasza" (2): "Szerek és szórványok földjén"
- Magyar Nemzet, Magazin, 2002.11.16, Ferch Magda: "A Vendvidék és az Őrség panasza" (3): "Ha bezár a fagyár"
- Szentgotthárdi Hírek, Közelkép, I. évf. 7. sz., 2003. július 25, Horváth Mónika: "Portré Dr. Zagyva Tiborról"
- Bildpost, Lokales,02.05.2002, Bernard Wieser: "Nationalpark Őrség/Ungarn: die Zeit stand 50 Jahre still"
- Bildpost, Lokales,02.11.2002, Bernard Wieser: "Im Őrség-Gebiet ist Zeit und Natur stehen geblieben"
- Vestnik, Legenda, 29.11.2001, Bernarda Pecek-Natasa Juhnov: "Posebnez in strokovnjak iz Gornjeg Senika" – "Zaradi velike vlaznice kupil 3,5 Ha zemlje"
- Vestnik, Legenda, 30.03.2017, Bernarda Pecek: "Hrani spomine ki se jih mnogi bojijo"
- A Jövő Nemzedékek Képviselete (JÖNEK) jelentése, III, 2002, Kajner Péter, Védegylet, ISSN 1589-2786, felelős kiadó: Csonka András, III. 1, Őrségi Nemzeti Park, III.1.1. "Az Őrségi Nemzeti Park kivívásának rövid története" pp: 21-24.

Környezetvédelmi és Területfejlesztése Minisztérium, Természetvédelmi Hivatal, 1997. március 19-én kelt (sz. TvH-658/97) levele Dr. Kárpáti László FHNP-igazgató Úr részére amely szerint "Schmidt András Dr. Tardy János helyettes államtitkár szignálása alapján megküldte a Dr. Zagyva Tibor által kezdeményezett, Őrségi Nemzeti Park kialakításával foglalkozó beadványt, azzal a kéréssel, hogy Dr. Kárpáti László szíveskedjen "választervezetet előkészíteni".